# John Lawton
John Lawton (Halifax, 11 luglio 1946 – 29 giugno 2021) è stato un cantante britannico.
È famoso per essere stato il cantante degli Uriah Heep.

## Biografia
Si è trasferito giovanissimo in Germania come cantante dei Lucifer's Friend. Contemporaneamente ha cantato anche con Les Humphries Singers. Nel settembre 1976 ha abbandonato entrambi i gruppi per unirsi agli Uriah Heep, con i quali è rimasto fino all'agosto del 1979. Successivamente è ritornato nelle due antiche formazioni, e ha cantato anche in numerose altre band. Inoltre ha all'attivo brani da solista.

## Discografia

### Con gli Asterix
- 1970 - "Asterix

### Con Lucifer's Friend
- 1970 - Lucifer's Friend
- 1972 - Where the Groupies Killed the Blues
- 1973 - I'm Just a Rock & Roll Singer
- 1974 - Banquet
- 1976 - Mind Exploding
- 1981 - Mean Machine
- 1994 - Sumo Grip

### Con Les Humphries Singers
- 1971 - We Are Goin' Down Jordan
- 1972 - Singing Detonation
- 1972 - Old Man Moses
- 1972 - Mexico
- 1973 - Sound '73
- 1973 - Mama Loo
- 1973 - Live in Europe
- 1973 - Sound '73/II
- 1973 - The World Of
- 1973 - One of These Days
- 1974 - Carnival
- 1974 - Kansas City
- 1974 - Sound '74
- 1974 - Rock 'n Roll Party
- 1975 - Amazing Grace & Gospeltrain
- 1975 - Party on the Rocks

### Con gli Uriah Heep
- 1977 - Firefly
- 1977 - Innocent Victim
- 1978 - Fallen Angel
- 1986 - Live in Europe 1979

### Solista
- 1980 - Heartbeat
- 2000 - Still Paying My Dues to the Blues

### Con i Rebel
- 1982 - Stargazer

### Con gli Zar
- 1990 - Live Your Life Forever

### Con i Gunhill
- 1995 - One Over the Eight
- 1997 - Night Heat

### Con la Hensley Lawton Band
- 2001 - The Return

### Come John Lawton & Steve Dunning
- 2002 - Steppin' It Up

### Con the John Lawton Band
- 2003 - Sting in the Tale
- 2004 - Shakin' the Tale